# Majel Barrett
Majel Barrett-Roddenberry (nascuda Majel Leigh Hudec; 23 de febrer de 1932 – 18 de desembre de 2008) va ser una actriu estatunidenca. Va ser coneguda sobretot pels seus papers com a diversos personatges de la franquícia Star Trek: la infermera Christine Chapel (a Star Trek (sèrie original), Star Trek (sèrie animada) i dues pel·lícules de la franquícia), Número U (també a la sèrie original), Lwaxana Troi (a Star Trek: La nova generació i Star Trek: Deep Space Nine), i la veu de la majoria de les interfícies d'ordinador a bord al llarg de la sèrie des del 1966 fins al 2023.
Es va casar amb el creador de Star Trek Gene Roddenberry el 1969. Com a esposa seva i donada la seva relació amb Star Trek - participant d'alguna manera en totes les sèries durant la seva vida- de vegades se la coneix com a "la Primera Dama de Star Trek.

## Primers anys i educació
Barrett va néixer a Cleveland, Ohio. Va començar a prendre classes d'interpretació de petita. Es va graduar a la Shaker Heights High School de Shaker Heights (Ohio). Va anar a la Universitat de Miami de Coral Gables, Florida, després va tenir alguns papers teatrals i va arribar a Hollywood. El seu pare, William Hudec, era un agent de policia de Cleveland. Va morir en actre de servei mentre conduïa una ambulància policial, que va ser atropellada per un tren de passatgers d'Erie a East 91st Street i Loren Avenue el 30 d'agost de 1955.  La tragèdia va ocórrer mentre Barrett estava de gira amb una companyia de gira off-Broadway.

## Carrera
Barrett va aparèixer breument a Will Success Spoil Rock Hunter? (1957) en una paròdia publicitària al principi de la pel·lícula, i va tenir papers en algunes pel·lícules, com ara Love in a Goldfish Bowl (1961), Sylvia (1965), A Guide for the Married Man (1967) i Track of Thunder (1967). Va treballar als Desilu Studios en diversos programes de televisió, com ara Bonanza, The Untouchables, The Lucy Show i The Lieutenant (produïda per Gene Roddenberry). Va rebre formació en comèdia de Lucille Ball. El 1960, va interpretar Gwen Rutherford a Leave It to Beaver.

### Star Trek
En diversos papers, Barrett va participar en totes les encarnacions de la popular franquícia de ciència-ficció Star Trek produïdes durant la seva vida, incloent-hi versions d'acció real i animades, televisió i cinema, i gairebé tots els períodes de temps en què s'han ambientat les diverses sèries.
Va aparèixer per primera vegada al pilot inicial de Star Trek, "La gàbia" (1964), com la primera oficial sense nom de l'USS Enterprise, "Número U". Barrett mantenia una relació romàntica amb Roddenberry, el matrimoni del qual estava a punt de fracassar en aquell moment, i es diu que la idea de tenir una dona desconeguda en un paper principal només perquè era la xicota del productor va enfurismar els executius de la cadena NBC, que van insistir que Roddenberry donés el paper a un home. William Shatner ho va corroborar a Star Trek Memories, i va afegir que les espectadores de les proves de projecció també odiaven el personatge. Shatner va dir que les espectadores sentien que era "insistent" i "molesta" i també pensaven que "La Número U no hauria d'esforçar-se tant per encaixar amb els homes" Barrett sovint feia broma que Roddenberry, si hagués d'escollir entre mantenir el Sr. Spock (a qui la cadena també odiava) o el personatge femení, "es quedaria amb el Vulcà i es casaria amb la dona, perquè no creia que Leonard [Nimoy] ho volgués a l'inrevés".
Quan Roddenberry estava fent el càsting per al segon pilot de Star Trek, "On no ha anat mai cap home", va canviar el seu cognom de Hudec a Barrett i va portar una perruca rossa per al paper d'infermera Christine Chapel, un personatge recurrent, que va ser presentat a "El temps despullat", el sisè nou episodi gravat, i era conegut pel seu afecte no correspost pel desapassionat Spock. La seva primera aparició com a Chapel en diaris de cinema va fer que l'executiu de la NBC, Jerry Stanley, cantés "Bé, bé, mireu qui ha tornat!"
En una escena inicial de Star Trek: La pel·lícula, s'informa als espectadors que ara s'ha convertit en la Doctora Chapel, un paper que va repetir breument a Star Trek 4: Missió salvar la Terra, com a Comandant Chapel. Barrett va proporcionar diverses veus per a Star Trek (sèrie animada), incloent-hi les de la infermera Chapel i una oficial de comunicacions anomenada M'Ress, una oficial ailuroide que va servir al costat d'Uhura.
Barrett va tornar anys més tard a Star Trek: La nova generació, interpretant l'ambaixadora Betazoide escandalosament autoassertiva i iconoclasta, Lwaxana Troi, que apareixia com a personatge recurrent a la sèrie, visitant sovint la seva filla Deanna, la consellera de la nau. El seu personatge sovint irritava el capità de l'Enterprise, Jean-Luc Picard, que rebutjava els seus avenços amorosos. Més tard va aparèixer com a Ambaixadora Troi en diversos episodis de Star Trek: Deep Space Nine, on el seu personatge va desenvolupar una forta relació amb l'agent Odo.
Va ser la veu habitual dels ordinadors de bord de les naus espacials de la Federació per a Star Trek (sèrie original), Star Trek: La nova generació, Star Trek: Deep Space Nine, Star Trek: Voyager, i la majoria de les pel·lícules de Star Trek. Va repetir el seu paper com a veu d'un ordinador de bord en dos episodis de la sèrie preqüela Star Trek: Enterprise, convertint-se així en l'única actriu que va tenir un paper en les sis sèries televisades de Star Trek produïdes fins aleshores. També va prestar la seva veu a diversos jocs d'ordinador i programari relacionats amb la franquícia. L'associació de la seva veu amb les interaccions amb els ordinadors va fer que el projecte Assistent de Google rebés inicialment el nom en clau Google Majel. Es va assegurar d'assistir a una important convenció de Star Trek cada any en un esforç per inspirar els fans i mantenir viva la franquícia.
El 9 de desembre de 2008, poc abans de la seva mort, Roddenberry Productions va anunciar que tornaria a posar la veu a l'ordinador de la nau, aquesta vegada per a la pel·lícula de reinvenció de Star Trek.

### Altres papers
La meva mare va reconèixer i agrair de veritat el fet que els fans de Star Trek va tenir un paper vital en mantenir viu el somni de Roddenberry durant els darrers 42 anys. Va ser el seu amor pels fans, i el seu amor a canvi, el que la va mantenir en marxa durant tant de temps després de la mort del meu pare. 
Va aparèixer com a Primus Dominic al pilot del drama televisiu postapocalíptic de Roddenberry de 1973, Genesis II; com la Dra. Bradley a la seva pel·lícula per a televisió de 1974 The Questor Tapes i com a Lilith, la mestressa de casa, al seu pilot del drama televisiu de 1977, Spectre. També va aparèixer al western de ciència-ficció de 1973 de Michael Crichton, Ànimes de metall com a la senyoreta Carrie, una madama robot de bordell; al thriller de Stanley Kramer de 1977 De presidi a primera plana; i el telefilm del 1979 The Man in the Santa Claus Suit protagonitzada per Fred Astaire. Les seves posteriors aparicions cinematogràfiques van incloure petits papers a Teresa's Tattoo (1994) i Mommy (1995).
Després de la mort de Gene Roddenberry, Barrett va agafar material dels seus arxius per portar dues de les seves idees a la producció. Va ser productora executiva dEarth: Final Conflict (en la qual també va interpretar el personatge de la Dra. Julianne Belman) i Andromeda. També va ser directora creativa de Gene Roddenberry's Lost Universe, una sèrie de còmics basada en un altre concepte d'arxiu de Roddenberry.
En un gest de bona voluntat entre els creadors de la franquícia Star Trek i de Babylon 5, va aparèixer a l'episodi "Point of No Return" de Babylon 5, com a Lady Morella, la vídua psíquica de l'emperador Centauri, un paper que va prefigurar elements importants de la trama de la sèrie. Parodiant el seu treball de veu com a ordinador per a la sèrie Star Trek, Barrett va actuar com a veu convidada a Family Guy com la veu de l'ordinador de la nau de Stewie Griffin a l'episodi "Emission Impossible".
La reconeguda interpretació de veu de Barrett com l'ordinador de "Star Trek" va inspirar l'assistent virtual interactiu Amazon Alexa, segons la seva desenvolupadora Toni Reid, tot i que Barrett no hi va tenir cap paper directe.

### Treball final de veu en off
Alguns dels treballs finals de veu en off de Barrett encara estaven en postproducció, que s'estrenarien el 2009 després de la seva mort, com s'esmenta als crèdits de la pel·lícula del 2009 Star Trek, de nou com a veu de l'ordinador Enterprise. Una producció animada anomenada Hamlet A.D.D. la va acreditar com a Majel Barrett Roddenberry, interpretant el paper de veu en off de Queen Robot.

## Vida personal i mort

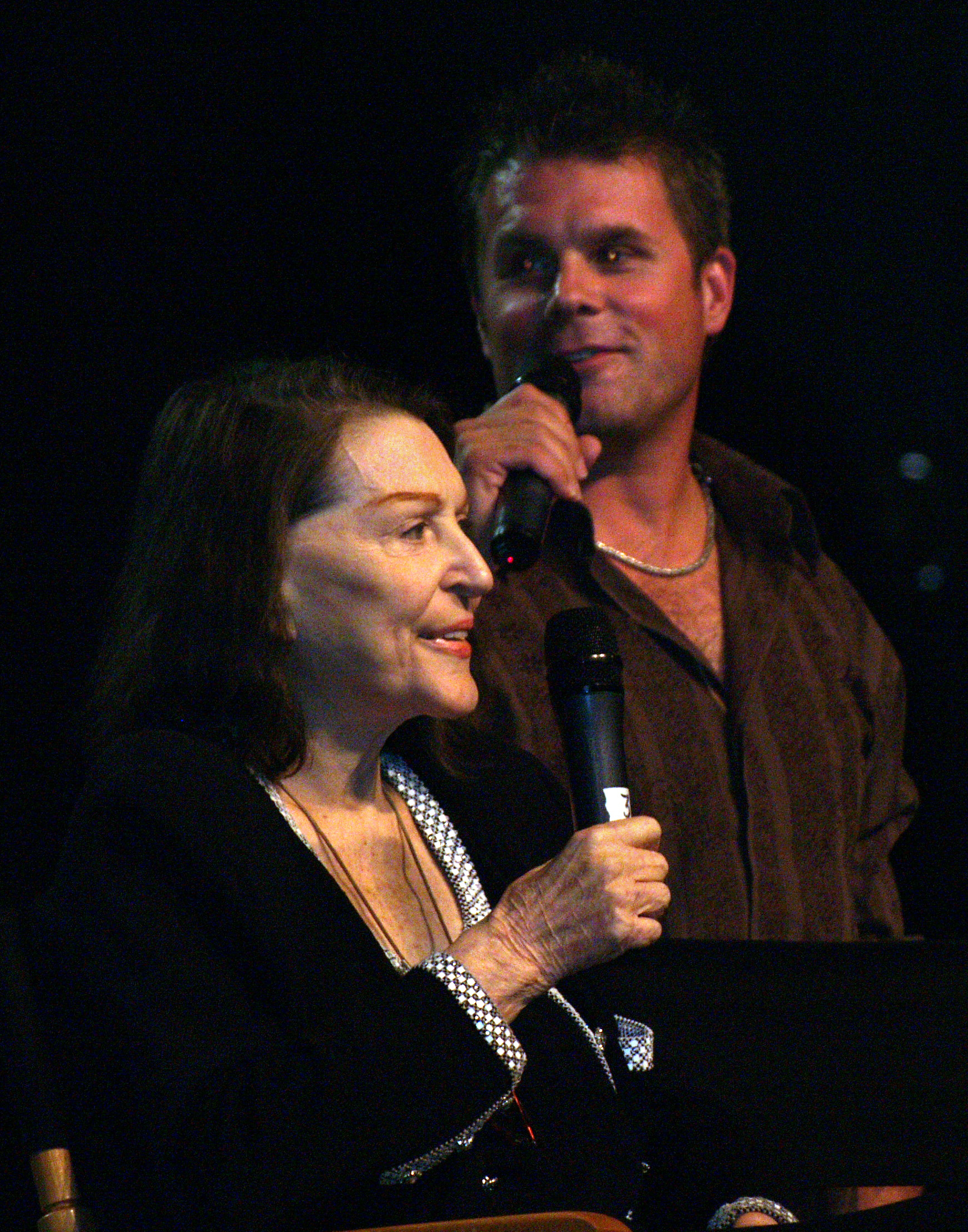
Barrett i el seu fill Rod a Las Vegas, agost de 2008

El 1969, mentre explorava llocs al Japó per a MGM, Roddenberry es va adonar que trobava a faltar Barrett i li va proposar matrimoni per telèfon. Herbert F. Solow va dir que Roddenberry va viatjar al Japó amb la intenció de casar-se amb Barrett. Barrett es va unir a Roddenberry a Tòquio, on es van casar en una cerimònia xintoista el 6 d'agost de 1969. Roddenberry va considerar "sacríleg" que un ministre americà al Japó celebrés la cerimònia. Al casament van assistir dos sacerdots xintoistes, així com dames d'honor. Roddenberry i Barrett portaven quimono; durant la seva lluna de mel van fer una gira pel Japó. Roddenberry va continuar tenint relacions amb altres dones, dient als seus amics que mentre era al Japó, va tenir una trobada amb una massatgista aproximadament una setmana després de casar-se.
El nou matrimoni no era legalment vinculant, ja que el seu divorci d'Eileen encara no s'havia finalitzat. Això es va resoldre dos dies després que es completés el seu divorci, i el 29 de desembre es va celebrar una petita cerimònia a casa seva, seguida d'una recepció per a familiars i amics. Malgrat això, la parella va continuar celebrant el 6 d'agost com el seu aniversari de noces. La filla petita de Roddenberry, Dawn, va decidir viure amb ell i Barrett i la família es va mudar a una casa nova a Beverly Hills l'octubre de 1970. El febrer de 1974, Barrett i Roddenberry van tenir un fill, Eugene Jr., conegut com a Rod Roddenberry. Van romandre casats fins Mort de Gene al costat de Barrett el 24 d'octubre de 1991 a Santa Monica.
Després de la mort del seu marit, Barrett-Roddenberry va encarregar a la Celestis que la llancés juntament amb Gene en una missió infinita a l'espai profund. Després de posar-los al manifest de la missió "Sunjammer" de la NASA, l'agència va cancel·lar la missió el 2014. Celestis va reprogramar un llançament per al 2020 i, més tard, per al juny de 2022, la propera missió comercial disponible a l'espai profund. Una mostra de les restes cremades de la parella se segellaria en una càpsula especialment dissenyada per resistir els viatges espacials. Una nau espacial transportarà la càpsula juntament amb els tributs digitalitzats dels fans, a l'"Enterprise Flight" de Celestis. El vol també contindria les cendres de Nichelle Nichols i Douglas Trumbull. El Celestis "Enterprise Flight" es va llançar amb èxit des de Cape Canaveral.
Barrett-Roddenberry va morir el matí del 18 de desembre de 2008 a casa seva a Bel-Air (Los Angeles), Califòrnia, com a conseqüència de la leucèmia. Tenia 76 anys. El 4 de gener de 2009 es va celebrar un funeral públic a Los Angeles. Hi van assistir més de 250 persones, entre elles Nichelle Nichols, George Takei, Walter Koenig, Marina Sirtis, Brent Spiner i Wil Wheaton.

## Honors
Barrett i el seu marit van ser guardonats el 2002 per la Space Foundation amb el Premi de Divulgació Pública Douglas S. Morrow pel seu treball creant consciència i entusiasme per l'espai.
Amazon va anomenar el projecte, que finalment es va convertir en Alexa, com a "Majel".

## Filmografia

### Cinema
| Any  | Títol                               | Paper                 | Notes                         |
| ---- | ----------------------------------- | --------------------- | ----------------------------- |
| 1957 | Will Success Spoil Rock Hunter?     | Demostradora de xampú | Sense acreditar               |
| 1958 | As Young as We Are                  | Joyce Goodwin         |                               |
| 1958 | The Black Orchid                    | Luisa                 | Sense acreditar               |
| 1958 | El bucaner                          | Dona del poble #1     |                               |
| 1960 | Leave it to Beaver                  | Gwen Rutherford       |                               |
| 1961 | Love in a Goldfish Bowl             | Alice                 |                               |
| 1961 | Back Street                         | Dona a la taula       | Sense acreditar               |
| 1963 | The Quick and the Dead              | Teresa                |                               |
| 1965 | Sylvia                              | Anne                  | Sense acreditar               |
| 1966 | Made in Paris                       | Mrs. David Prentiss   | Sense acreditar               |
| 1967 | A Guide for the Married Man         | Mrs. Fred V.          |                               |
| 1967 | Track of Thunder                    | Georgia Clark         |                               |
| 1968 | Here Come the Brides                | Tessa                 |                               |
| 1973 | Ànimes de metall                    | Miss Carrie           |                               |
| 1977 | De presidi a primera plana          | Yuloff                |                               |
| 1979 | Star Trek: La pel·lícula            | Christine Chapel      |                               |
| 1986 | Star Trek 4: Missió salvar la Terra | Christine Chapel      |                               |
| 1994 | Teresa's Tattoo                     | Henrietta             |                               |
| 1994 | Star Trek: Generations              | Ordinador de la nau   | paper de veu                  |
| 1995 | Mommy                               | Mrs. Withers          |                               |
| 1996 | Star Trek: First Contact            | Ordinador de la nau   | paper de veu                  |
| 1998 | Star Trek: Insurrection             | Ordinador de la nau   | paper de veu                  |
| 2002 | Star Trek: Nemesis                  | Ordinador de la nau   | paper de veu                  |
| 2009 | Star Trek                           | Ordinador de la nau   | paper de veu; Estrena pòstuma |
| 2014 | Hamlet A.D.D.                       | Queen Robot           | paper de veu; Estrena pòstuma |

### Televisió
| Any       | Títol                           | Paper                           | Notes                                                                  |
| --------- | ------------------------------- | ------------------------------- | ---------------------------------------------------------------------- |
| 1959      | Whirlybirds                     | Infermera                       | Episodi: "The Black Maria"                                             |
| 1960      | Johnny Midnight                 | Rosemary McCoy                  | Episodi: "The Villain of the Piece"                                    |
| 1960      | Leave It To Beaver              | Mrs. Rutherford                 | Episodi: "Beaver and Violet"                                           |
| 1961–1962 | Pete and Gladys                 | Dental Assistant                | 2 episodis                                                             |
| 1962 1966 | Bonanza                         | Belle Ganther Annie Slocum      | Episodi: Gift of Water Episodi: Three Brides for Hoss                  |
| 1964      | The Lieutenant                  | Ruth Donaldson                  | Episodi: "In the Highest Tradition"                                    |
| 1965      | Star Trek "La gàbia"            | Número U                        | Pilot original de Star Trek                                            |
| 1966–1969 | Star Trek                       | Christine Chapel                | 26 episodis                                                            |
| 1966–1969 | Star Trek                       | Ordinador de la nau             | paper de veu; 7 episodis, Sense acreditar                              |
| 1973      | Genesis II                      | Primus Dominique                | Telefilm                                                               |
| 1973–1974 | Star Trek (sèrie animada)       | Christine Chapel (veu)          | 9 episodis                                                             |
| 1973–1974 | Star Trek (sèrie animada)       | Diversos personatges (veu)      | 22 episodis                                                            |
| 1974      | Planet Earth                    | Yuloff                          | Telefilm                                                               |
| 1974      | The F.B.I.                      | Mrs. Derek                      | Episodi: "The Animal"                                                  |
| 1974      | The Questor Tapes               | Dr. Bradley                     | Television film                                                        |
| 1977      | Spectre                         | Mrs. Schnaible                  | Telefilm                                                               |
| 1979      | The Suicide's Wife              | Clarissa Harmon                 | Telefilm                                                               |
| 1979      | The Man in the Santa Claus Suit | Miss Forsyth                    | Telefilm                                                               |
| 1987–1993 | Star Trek: La nova generació    | Lwaxana Troi                    | 6 episodis                                                             |
| 1987–1994 | Star Trek: La nova generació    | Ordinador de la nau             | paper de veu; 101 episodis, Sense acreditar a les primeres temporades. |
| 1993–1999 | Star Trek: Deep Space Nine      | Ordinador de la nau             | paper de veu; 30 episodis                                              |
| 1993–1999 | Star Trek: Deep Space Nine      | Lwaxana Troi                    | 3 episodis                                                             |
| 1995–2001 | Star Trek: Voyager              | Ordinador de la nau             | paper de veu; 115 episodis                                             |
| 1996      | Babylon 5                       | Lady Morella                    | Episodi: "Point of No Return"                                          |
| 1996-1998 | Spider-Man: The Animated Series | Anna Watson (voice)             | 17 episodis                                                            |
| 1997–1999 | Earth: Final Conflict           | Dr. Julianne Belman             | 11 episodis                                                            |
| 2001      | Family Guy                      | Ordinador de la nau (veu)       | Episodi: "Emission Impossible"                                         |
| 2005      | Star Trek: Enterprise           | Ordinador de la nau (voice)     | Episodis: "In a Mirror, Darkly, Part II" & "These Are The Voyages"     |
| 2023      | Star Trek: Picard               | Ordinador de l'Enterprise (veu) | Episodi: "Vox" & "Last Generation"; estrena pòstuma                    |